# 天市左垣一
天市左垣一(武仙座δ)也称魏，又名BD+25 3221，HD 156164、SAO 84951、HR 6410，是武仙座的一颗恒星，视星等为3.14，位于銀經46.83，銀緯31.42，其B1900.0坐标为赤經17h 10m 55.4s，赤緯+24° 31.42′ 25″。